# Anton Tinnerholm
Anton Lars Tinnerholm (Linköping, 26 febbraio 1991) è un ex calciatore svedese, di ruolo difensore.

## Carriera
A livello giovanile, Tinnerholm è cresciuto in alcune squadre minori della provincia dell'Östergötland, in particolare il Brokinds IF e l'IK Östria Lambohov, prima di approdare nel 2008 all'Åtvidaberg, una delle principali formazioni dell'area.
Il debutto in prima squadra è avvenuto nel 2009, anno in cui ha collezionato 12 presenze, ma l'anno seguente ha avuto minore spazio con 2 sole apparizioni, complice la promozione in Allsvenskan. Con l'immediato ritorno del club in seconda serie, Tinnerholm è stato utilizzato con maggiore regolarità, entrando stabilmente nella formazione titolare anche negli anni seguenti in Allsvenskan.
Nel luglio 2014 è diventato un giocatore del Malmö FF, dove ha ereditato la maglia numero 3 lasciata libera dalla partenza di Miiko Albornoz. Si è imposto con regolarità come terzino titolare fin da subito. In tre anni e mezzo al Malmö ha vinto tre titoli nazionali, ma oltre a ciò ha giocato anche la fase a gironi di due edizioni della UEFA Champions League. Terminata l'Allsvenskan 2017, che lo ha visto vincere il premio di difensore dell'anno, Tinnerholm ha annunciato che non avrebbe rinnovato il proprio contratto in scadenza, motivando la decisione con la volontà di provare una nuova sfida.
Nel dicembre 2017 Tinnerholm è stato annunciato come nuovo ingaggio da parte degli statunitensi del New York City, squadra guidata in panchina da Patrick Vieira. Insieme a lui, anche il compagno di squadra Jo Inge Berget ha fatto lo stesso percorso dal Malmö al New York City.
Tinnerholm è rimasto nel club statunitense fino al termine della stagione 2022, quando è tornato al Malmö FF con un accordo quadriennale. Un problema all'inguine occorsogli nel maggio 2023, tuttavia, lo ha costretto a rimanere fuori causa non solo per gran parte dell'Allsvenskan 2023, ma anche nell'edizione 2024, avendo collezionato in diciotto mesi solo tre brevi presenze, tutte dalla panchina. Nonostante un intervento chirurgico, numerose iniezioni e una lunga riabilitazione senza esito, il 2 maggio 2025 ha annunciato il ritiro dal calcio a causa del perdurare dei problemi fisici.

## Palmarès

### Club

#### Competizioni nazionali
- Campionato svedese: 5

Malmö: 2014, 2016, 2017, 2023, 2024
- Campionato MLS: 1

New York City: 2021